# Batalla de Praga (1757)
La batalla de Praga fue una batalla en la que se enfrentaron un ejército prusiano de 64.000 soldados y un ejército del Sacro Imperio Romano Germánico de 61.000 soldados en el marco de la Guerra de los Siete Años. Se libró el 6 de mayo de 1757 y resultó victorioso el ejército prusiano al mando de Federico II de Prusia.  

## Preludio
María Teresa I de Austria no abandonaba la esperanza de recuperar Silesia. Conociendo la inquietud que habían levantado las grandes victorias de Federico II de Prusia durante la Guerra de Sucesión Austriaca, se esforzó en formar una alianza contra él.
Llegó a un acuerdo con Isabel I de Rusia, y con la ayuda de Wenzel Anton Graf Kaunitz consiguió convencer a Francia que se uniese a la alianza.
La alianza del Sacro Imperio Romano Germánico y Francia (que hasta entonces habían sido enemigos) hizo que Gran Bretaña decidiese aliarse con Prusia.
Federico II era consciente de las intenciones de Austria y de que era una cuestión de tiempo el que Francia y Rusia le declarasen la guerra, así que decidió que lo mejor sería atacar.
De esta forma se constituyó una alianza ofensiva antiprusiana, que estaba formada por Rusia, Francia y el Sacro Imperio Romano Germánico, a la que se sumaron Suecia y la mayoría de los príncipes alemanes, que se oponían a Prusia, la cual conservaba la alianza de Gran Bretaña, Hannover, Hesse-Cassel y Brunswick.
El 29 de agosto de 1756 Federico II marchó hacia el sur e invadió Sajonia, tomando su capital, Dresde, el 2 de septiembre.
Tras apoderarse de la capital sajona, Federico II pretendía avanzar hacia Bohemia, pero Federico Augusto fue capaz de detenerlo durante unos días. En su ayuda marchó un ejército imperial al mando de Browne que se enfrentó al prusiano en la batalla de Lobositz, donde fue derrotado.
La campaña de 1756 que terminó con la batalla de Lobositz, no fue tan exitosa como Federico II esperaba. Había conseguido dos de sus objetivos (aniquilar al ejército sajón y convertir a Sajonia en base para sus futuras campañas). Sin embargo, no había logrado una gran victoria contra los ejércitos imperiales y había perdido la iniciativa y el factor sorpresa. 

## Movimientos previos

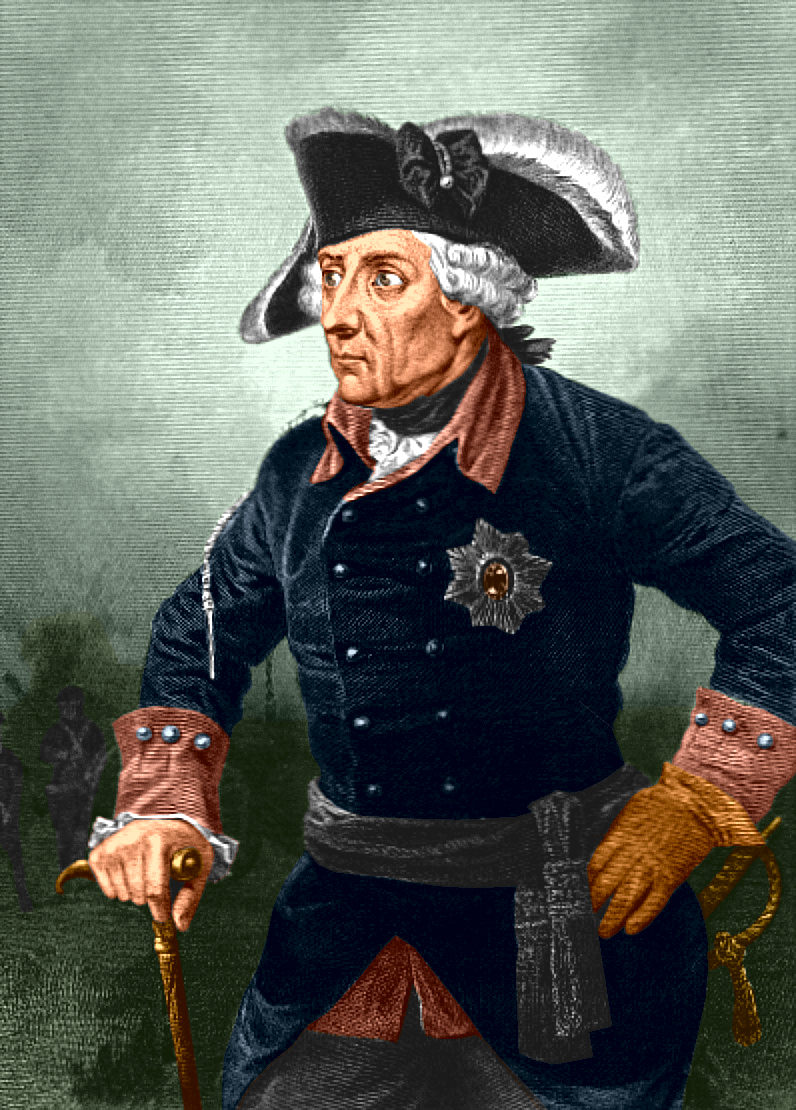
Federico II de Prusia.

Para defender Prusia y Pomerania de un ataque, Federico II dejó tropas al general Manteuffel y el resto del ejército lo distribuyó de la siguiente manera:
En Silesia y el condado de Glatz dispuso 33.000 hombres al mando de Kurt Christoph Graf von Schwerin, en la alta Lusacia se acantonaron 22.000 hombres a las órdenes del duque de Bevern, 30.000 soldados bajo su mando se desplegaron cerca de Dresde y el Príncipe Mauricio de Auhalt-Dessau con 18.000 hombres se situó en la Baja Sajonia.
Los imperiales habían desplegado en Moravia 36.000 hombres al mando del Mariscal Leopold Joseph von Daun, 20.000 soldados fueron desplegados en Reichenberg a las órdenes de Konigseck, 50.000 bajo el mando de Browne junto al río Budin y 20.000 al mando del duque de Ahremberg a orillas del río Eger.
María Teresa I de Austria nombró general en jefe a su cuñado Carlos Alejandro de Lorena, más por afecto que por sus dotes marciales. Mientras que el general Browne, mucho más diestro, debía servir bajo sus órdenes. Este había aconsejado que se atacase Sajonia y Silesia para desviar la guerra de las posesiones austriacas, pero Carlos de Lorena prefirió permanecer a la defensiva y reunir numerosas fuerzas en torno suyo.
Las cuatro divisiones prusianas penetraron entre el 18 y el 21 de abril por diferentes puntos de Bohemia con el objetivo de envolver a las tropas dispersas y conducir los ejércitos imperiales hacia Praga.
Las fuerzas comandadas por Federico II entraron en Bohemia a través de Aussig, en tanto que el Príncipe Mauricio penetró directamente por el río Eger. La columna del duque de Bevern se unió a Schwerin en Turnau y atacaron a Königseck, consiguiendo una pequeña victoria en la batalla de Reichenberg. El general imperial tuvo que replegarse hacia Praga.

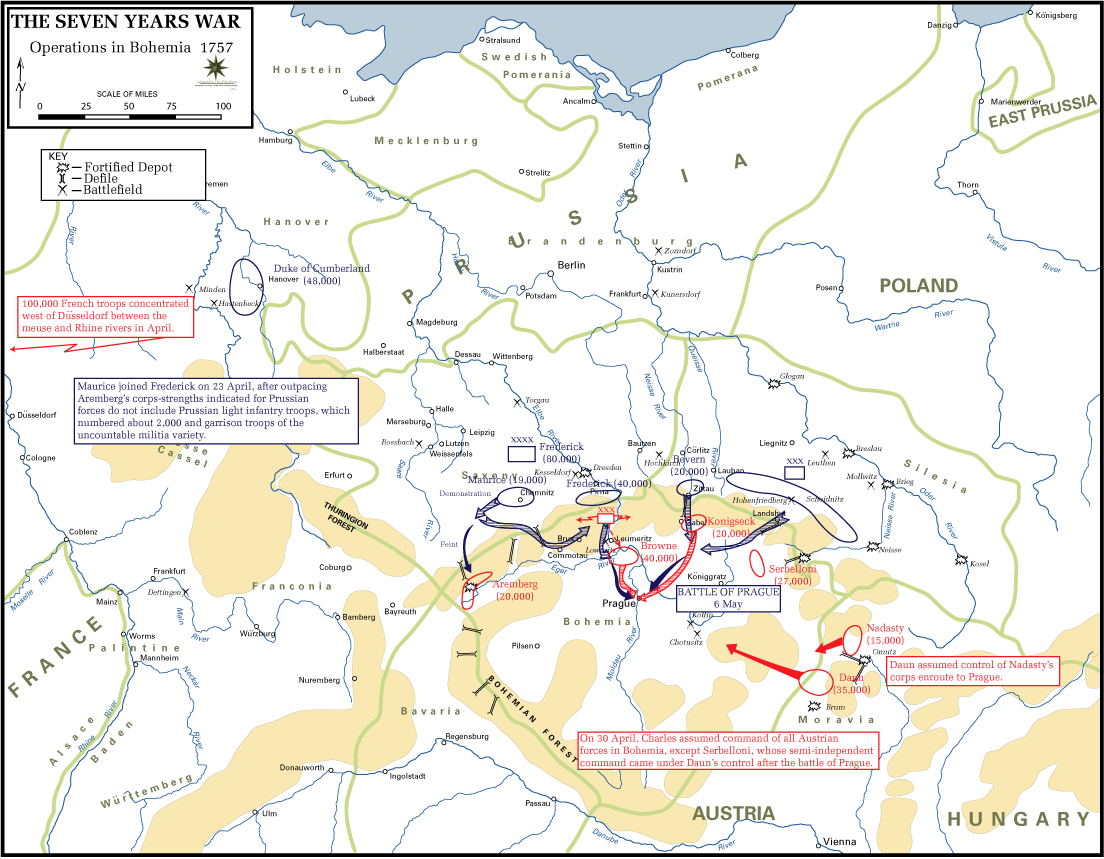
Movimientos de los ejércitos en la campaña de 1757.

Mientras tanto, Federico II avanzaba hacia Praga para atacar a Browne antes de que se le pudieran unir las fuerzas del duque de Ahremberg. Browne se retiró hacia Praga seguido de cerca por Federico II, uniéndose a Carlos Alejandro de Lorena el 30 de abril cerca de Praga. 
El 1 de mayo, el ejército imperial se retiró a Praga. El ala izquierda, dirigida por Carlos Alejandro de Lorena, acampó en la margen derecha del río Moldava y el ala derecha, dirigida por Browne, tomó posiciones en Malleschitz.
El 5 de mayo se reunieron las tropas prusianas cerca de Praga, donde se encontraba el ejército imperial al mando de Carlos Alejandro de Lorena.
Federico II se encontraba el 5 de mayo en el río Moldava, al sur de Praga, dejó al general James Francis Edward Keith con un contingente de tropas y cruzó el río para juntarse en la madrugada del 6 de mayo con las tropas de Kurt Christoph Graf von Schwerin, quien cruzó el Elba cerca de Melnik.
El ejército prusiano contaba con 64.000 soldados.
El príncipe Carlos Alejandro de Lorena, al frente de 61.000 soldados, tomó una posición fuerte y se decidió a permanecer a la defensiva hasta que llegasen tropas de refuerzo de Daun, que se apresuraba desde Moravia. El ala izquierda estaba cubierta por el Ziskaberg, una empinada colina que domina el Moldava. A lo largo de su frente corría un profundo barranco con laderas escarpadas, y a su derecha cruza un pantano con setos, drenajes y diques, que se extiende hasta una colina cercana a Sterboholy. Su posición se vio reforzada por las obras ejecutadas lo largo de la cumbre del precipicio, y fueron defendidos por una artillería numerosa.

## La batalla
Temprano en la mañana del 6 de mayo, la totalidad de las unidades de Prusia formaron y se dispusieron a llevar a los austriacos a una batalla decisiva.
Según los planes de Federico II, el príncipe Mauricio debía tender un puente de barcos a través del Moldava más arriba de Praga, cruzar el río con toda el ala derecha del cuerpo de Keith y arremeter contra la retaguardia del enemigo, mientras que el rey atacaba en el frente y el flanco.
Schwerin y los otros generales querían disuadirle de este plan, que creían demasiado audaz. Objetaban estos generales que las tropas habían hecho un largo camino y estaban fatigadas, que el terreno en el que la batalla se libraría parecía inseguro  y no había sido examinado suficientemente. Federico, sin embargo, silenció todos los escrúpulos mediante la observación de que era necesario, añadiendo:

los huevos más frescos son los mejores.

Schwerin, que tenía setenta y tres años de edad, con esa vivacidad juvenil por el que fue notable, bajando el sombrero sobre la frente, exclamó:

Si es preciso ser derrotado, hoy mismo iré á buscar al enemigo allí donde le vea.

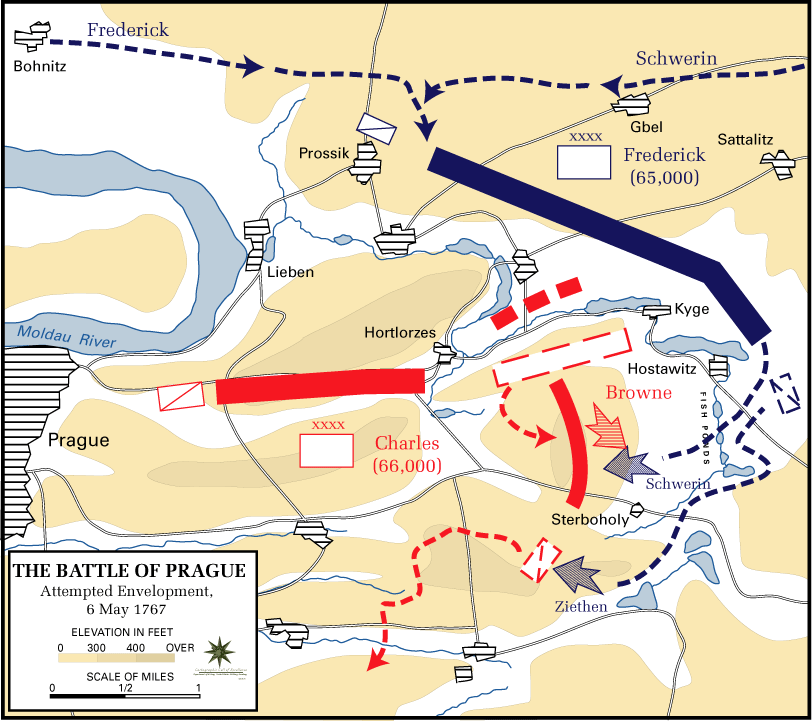
Disposición de las tropas y primeros movimientos.

El general Winterfeld, que es quien había examinado superficialmente el campo de batalla, no se dio cuenta del suelo tras el que el ala derecha se posicionaba.
Cerca del pueblo de Sterboholy corría un pequeño arroyo, en el que los estanques se forman por medio de presas. Estos estanques se habían ido secando y el suelo estaba sembrado de avena. La avena daba la apariencia de una base sólida a puntos que después terminaron siendo pequeños pantanos de fango y barro.
A las once comenzó el ataque del ala izquierda de los prusianos. La caballería prusiana tenía superioridad numérica (17.000 prusianos contra 13.000 imperiales) y por eso fue ella la que inició el ataque. La caballería imperial empezó la batalla con ímpetu y fue capaz de rechazar dos veces a los prusianos. En el tercer ataque, sin embargo, fueron obligados a retroceder. 
La infantería prusiana marchaba ahora adelante, con el ataque a la izquierda, por el pueblo de Potscherwitz, pero su avance se ralentizó en gran medida al comprobar que lo que parecían ser prados eran en realidad estanques secos plantados de avena, lo que les obligaba a avanzar hundiéndose hasta las rodillas en el barro y el pantano o marchando sobre diques y caminos estrechos de apenas un metro de ancho.
El príncipe Carlos Alejandro se vio obligado, por el movimiento del mariscal Schwerin, a cambiar su posición echando hacia atrás su ala derecha, y ordenó a su segunda línea que avanzase para proteger ese flanco. En consecuencia, tan pronto como los prusianos pudieron formar, fueron recibidos por una línea bien formada asistida por una batería de 12 cañones. Dos regimientos prusianos enteros cedieron, y el Rey, acercándose, les echó en cara su comportamiento cobarde. Schwerin se encontraba en el desfiladero cuando vio a su regimiento titubear delante de la batería. Picado con los reproches del rey, arrancó una bandera de manos de un alférez y poniéndose a la cabeza de su regimiento gritó:

Cobarde sea quien no se atreva a seguirme

El anciano mariscal no dio más de cinco pasos, cuando fue golpeado por cinco balas, cayendo muerto debajo de la bandera que llevaba en las manos. El General Manteufel de inmediato tomó su lugar, pero poco después cayó también muerto por el impacto una bala de cañón.

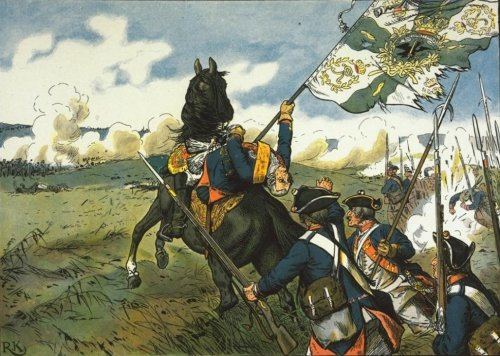
Muerte del Mariscal Kurt Christoph Graf von Schwerin durante la batalla de Praga. Obra de Karl Röchling y Richard Knötel.

Era ya cerca de la una y los prusianos habían avanzado a unos sesenta pasos del enemigo, pero se vieron obligados a retroceder nuevamente por el ala derecha imperial que, bajo las órdenes del Mariscal Browne, se precipitaron hacia delante sin darse cuenta de que su avance les separaba del resto del ejército, lo que sería decisivo para el devenir de la batalla. Este ataque era comandado por Browne en persona, cuando una bala de cañón le destrozó la pierna derecha. Se cayó del caballo y se le llevó inconsciente del campo de batalla. Casi al mismo tiempo Carlos Alejandro de Lorena, al ver a sus tropas retroceder, sucumbió ante un ataque de calambres que le dejó inconsciente, por lo que hubo que evacuarle del campo de batalla. Por lo tanto, el ejército austríaco se encontró durante la mayor parte de la batalla sin ningún tipo de comandante en jefe, de modo que cada uno de los generales de las divisiones actuaron de forma independiente del resto.
El centro del ejército prusiano había avanzado sin ser molestado y amenazaba el flanco izquierdo del ala derecha imperial. La impetuosidad del ataque de los prusianos era irresistible y obligó a los imperiales a retroceder.
Las tropas del duque de Bevern habían pasado mientras tanto el desfiladero de Hostawitz y, después de un combate muy encarnizado, avanzaron hacia Malleschitz y tomaron una batería que estaba situada más allá de ese pueblo. Sin embargo, se vieron obligadas a abandonarla ante el contraataque de las tropas de Königseck.

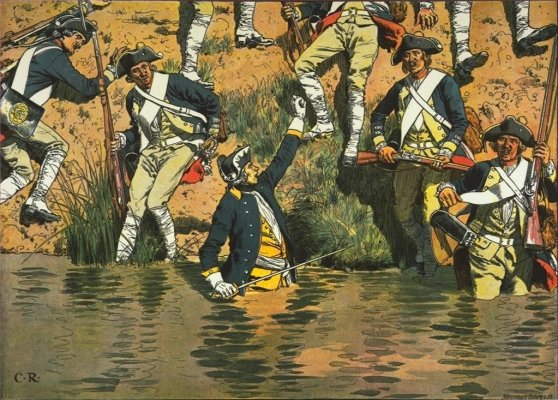
El Príncipe Enrique de Prusia salta a un foso durante la batalla de Praga. Obra de Karl Röchling y Richard Knötel.

El príncipe Enrique marchó contra tres divisiones imperiales, que poseían la ventaja del terreno y estaban secundadas por una artillería muy superior. Estas tropas austriacas trataron de mantener su posición. Las fuerzas prusianas subieron a la colina desalojando de sus posiciones a los imperiales. Siete reductos fueron asaltados, después de un combate atroz, y cuando se encontraron el camino cortado por un foso ancho que hizo titubear a los soldados, el príncipe Enrique fue el primero que saltó en la zanja haciendo a los soldados avanzar detrás de él hacia un gran reducto que finalmente fue también conquistado. La artillería que estaba posicionada en este reducto se volvió contra los austriacos desalojándoles de esa posición, de modo que Bevern fue capaz de recuperar el reducto cerca de Malleschitz, y la resistencia de los austriacos en retirada se volvió más débil. Cuatro veces se esforzó Königseck por formar una nueva línea de batalla, pero los prusianos constantemente le seguían, por lo que su única posibilidad de protección estaba en Praga.
A pesar de que el ataque prusiano prosperaba en el centro, el flanco derecho austriaco hacía retroceder a los prusianos, por lo que la batalla estaba aún indecisa. Estas tropas avanzaron con gran ímpetu, separándose del resto del ejército. Este hecho fue observado por Federico II, quien mandó algunos batallones a ocupar el espacio dejado vacante por la columna imperial, separando el cuerpo central del enemigo. Este movimiento lanzó al desorden a los imperiales e hizo volver a cargar a los prusianos que retrocedían, colocando a los imperiales entre dos fuegos. Estas tropas imperiales, viendo imposible volver a juntarse con el resto del ejército, se retiraron hacia Benesov con la esperanza de poder unirse a las tropas de Daun.

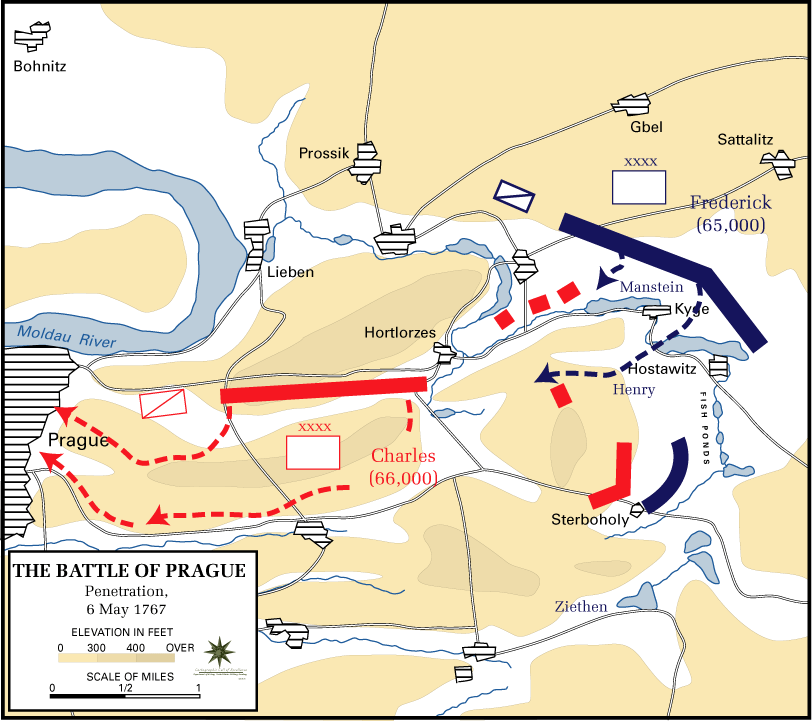
Disposición de las tropas tras los primeros movimientos y ataques prusianos.

El ala izquierda de los austríacos aún ocupaba su posición original en la Ziskaberg, sin haber disparado un tiro. El ala derecha prusiana, bajo el duque Fernando de Brunswick, había pasado el barranco y se subió a los lados escarpados de la colina Ziskaberg. El ejército prusiano había traspasado la línea austríaca y se abalanzó sobre el ejército imperial desde todos los puntos. Los reductos, sin embargo, que todavía estaban intactos y defendidos por algunas de las tropas de élite de los granaderos de Austria, resistieron un período considerable de tiempo, pero al final los granaderos tuvieron que ceder ante el ímpetu de los prusianos.
Hacia las tres de la tarde, el combate se dio por terminado.
Después de la victoria de sus compañeros en la orilla derecha del Moldava, el cuerpo de 30.000 prusianos, que habían quedado en la margen izquierda para cubrir el contacto inicial entre el ejército y la ruta desde donde le llegaba la comunicación bajo el mando del mariscal Keith, impidió que el derrotado ejército imperial pudiera retirarse a la orilla izquierda del Moldava, obligándole a buscar refugio en Praga.

## Consecuencias de la batalla
Los prusianos consiguieron la victoria pagando un alto precio. El número de bajas varía según las fuentes entre los 10 000 hombres y los 18.000, aunque el número real debe estar más cerca de las 14.300 bajas entre muertos y heridos. La muerte más sentida fue la del Mariscal Schwerin, pero otros muchos oficiales murieron.
Por el lado imperial, aunque también varían las fuentes, parece acertado decir que hubo alrededor de 12.000 bajas (muertos y heridos) entre los que se encontraba el Mariscal Browne, que fue herido de gravedad. Más de 4000 soldados imperiales fueron hechos prisioneros y cerca de 50.000 soldados se vieron encerrados en Praga sin más posibilidad de socorro que la del Mariscal Daun. 
Los prusianos también capturaron 240 piezas de artillería, varios estandartes y las vituallas del ejército imperial.
Tras la batalla Federico II se entretuvo bombardeando Praga, perdiendo la opción de avanzar con parte de sus tropas en territorio austriaco. 
Poco después el ejército de Daun socorrió a Praga y levantó el asedio tras vencer a Federico II en la batalla de Kolin, poniendo a Prusia en un gran peligro.